# Matula (Filmreihe)
Matula ist eine Kriminalfilmreihe des ZDF mit Claus Theo Gärtner in der Hauptrolle des Josef Matula, die von 2017 bis 2019 ausgestrahlt wurde. Im Februar 2020 wurde die Einstellung der Filmreihe bekannt gegeben.

## Handlung
Privatdetektiv Josef Matula musste sich nach dem Weggang seines Hauptarbeitgebers aus Deutschland umorientieren und begann, als Kaufhausdetektiv zu arbeiten. Nachdem ihm gekündigt wurde, führt ihn ein privater Fall von seiner Heimat Frankfurt am Main weg und später bis nach Mallorca. Seit seinem Aufbruch ist er mit einem Wohnmobil unterwegs, da seine Wohnung ausgebrannt war. Begleitet wird er von einem Hund, den er zunächst nur widerwillig als blinden Passagier akzeptiert. Doch bald wird er ihm zu einem treuen Helfer, und er tauft das Tier Dr. Renz, was eine Anspielung auf einen Anwalt ist, mit dem Matula zusammen ermittelte.

## Hintergrund
In der Serie Ein Fall für zwei wurde im März 2013 die letzte Folge Letzte Worte ausgestrahlt. Damit endete auch die Rolle des Detektivs Matula, die bis dahin in insgesamt 300 Folgen von Claus Theo Gärtner verkörpert wurde. Im Alter von 70 Jahren stieg er aus der Serie aus, entschied sich aber für das Angebot, als Hauptfigur einer Filmreihe weiterzumachen.

## Episodenliste
| Nr. | Originaltitel           | Erstausstrahlung | Regie          | Drehbuch       | Zuschauer             |
| --- | ----------------------- | ---------------- | -------------- | -------------- | --------------------- |
| 1   | Matula                  | 14. Apr. 2017    | Thorsten Näter | Ben Braeunlich | 5,26 Mio. (16,8 % MA) |
| 2   | Der Schatten des Berges | 29. März 2018    | Thorsten Näter | Ben Braeunlich | 4,36 Mio. (14,8 % MA) |
| 3   | Tod auf Mallorca        | 19. Apr. 2019    | Daniel Helfer  | Ben Braeunlich | 4,37 Mio. (15,6 % MA) |